# Dablatsije
Dablatsije (en georgiano: დაბლაციხე) es un pueblo de Georgia ubicado en el este de la región de Guria, siendo parte del municipio de Chojatauri.

## Geografía
Dablatsije está a orillas del río Suapsa, a 4 km de Chojatauri. 

## Historia
Dablatsije solía llamarse Sakvavistke (en georgiano: საყვავისტყე), luego una de sus partes, que se encuentra debajo de Bukisije, es la donde nació el pueblo. 
A finales de la Edad Media, Dablatsije era propiedad de la alta burguesía del principado de Guria. 
En la década de 1820, por invitación de las autoridades de Guria, Jacob Marr, un escocés, organizó una granja en el pueblo. Durante el período soviético, se desarrollaron el cultivo del té, la viticultura, la agricultura y la ganadería.

## Demografía
La evolución demográfica de Dablatsije entre 2002 y 2014 fue la siguiente:
| 369                                             | 279 |
| (Fuente: Population of Georgia in Soviet times) |     |

Según el censo de 2014, los georgianos constituían el 99,6% de la población.

## Infraestructura

### Arquitectura, monumentos y lugares de interés
En el pueblo hay una iglesia que lleva el nombre de San Jorgen y casa-museo de Niko Mari.